# 浜頓別町

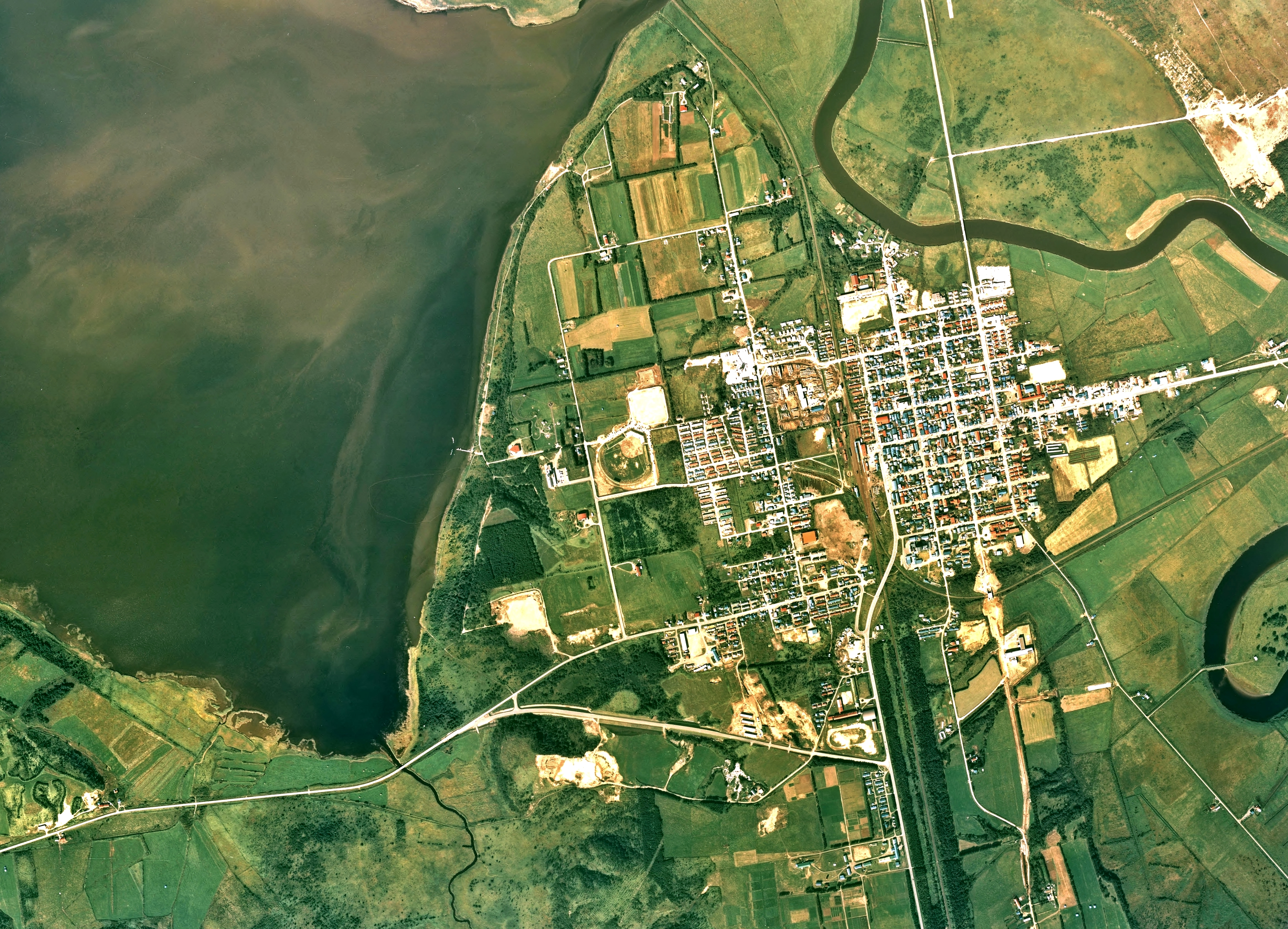
浜頓別町中心部周辺の空中写真。画像左はクッチャロ湖。1977年撮影の2枚を合成作成。
。

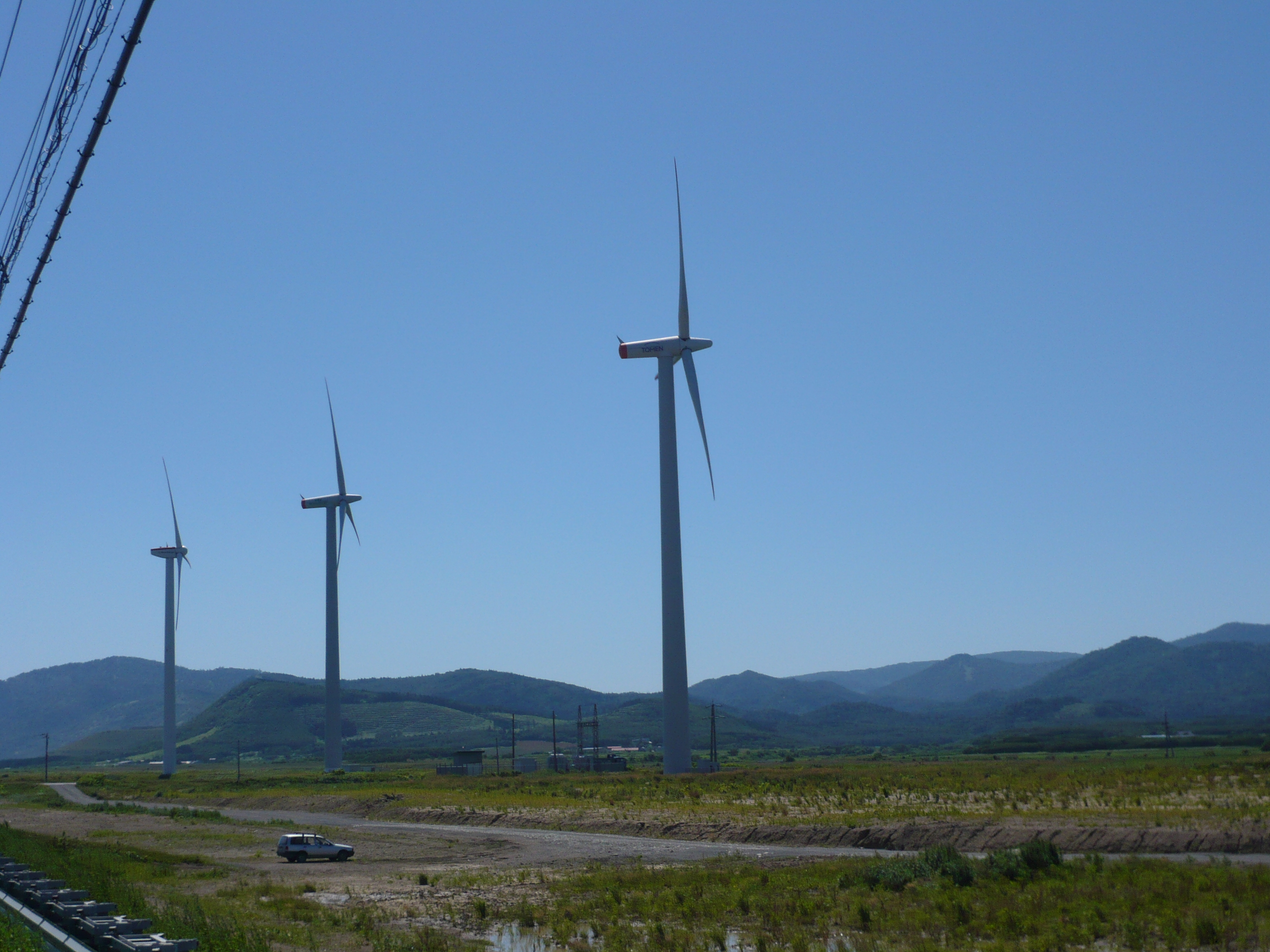
浜頓別町市民風車「はまかぜちゃん」。浜頓別町頓別

浜頓別町（はまとんべつちょう）は、北海道宗谷総合振興局中部に位置する町。町内にあるクッチャロ湖は、ラムサール条約の保護区に指定されており、日本最大のコハクチョウの飛来地である。

## 町名の由来
もともと頓別川の河口付近が河川名から「頓別」と呼ばれていたが、その後内陸側にも人が入るようになり「頓別」は頓別川流域を表す大地名となっていた。1916年（大正5年）に枝幸村（→枝幸町）から「大字頓別村（現在の浜頓別町域・中頓別町域）」を分村するにあたって、大字名をそのまま使い、頓別村と命名された。
その後、1918年（大正7年）に現市街に設置された鉄道駅が、「頓別川がオホーツク海にそそぐ附近にある」ためとして浜頓別駅と命名されたが、現市街付近にだんだんと市街が移り、1951年（昭和26年）の町制施行に当たって「浜頓別町」と命名された。

## 地理
宗谷総合振興局の東部に位置する。
東岸はオホーツク海に面し、湿原が広がる。町西部・南部は山岳が広がる。
- 山: 珠文岳（761m）、イソサンヌプリ山（581m）、斜内山（439m）、トキタイ山（292m）
- 河川: 頓別川、豊寒別川
- 湖沼: クッチャロ湖（大沼、小沼）

### 隣接している自治体
- 宗谷総合振興局
  - 枝幸郡：枝幸町、中頓別町
  - 宗谷郡：猿払村
  - 天塩郡：幌延町

### 気候
浜頓別町の気候は、毎年冬になると流氷が接岸するが、海洋性気候のため気温が-20℃を下回ることは珍しい。夏は概して涼しく、最高気温が25℃を超えることは少ない。風は年間を通じて東北東の風が多く、早春と秋には南西の風が多くなり、沿岸特有の季節風が他の地域と比べると強い。積雪は毎年11月下旬から始まり、市街地で最深1～1.5mの積雪となり、風が強く吹雪がしばしば発生する。融雪期は3月下旬である。
浜頓別のアメダスは1976年4月から統計を開始した。最高気温の極値は33.6℃（1989年7月27日）。最低気温の極値は-27.4℃（1984年1月30日）。平年値で冬日の年間日数は155.4日、真冬日82.9日、夏日23.6日、真夏日1.5日、熱帯夜0.1日。熱帯夜は過去に最低気温25.3℃を2回記録したことがある（2010年8月6日、1994年8月7日）。猛暑日を観測したことはない。
降水量は7月から11月にかけて多い。10月から2月にかけては雪または雨の降る日が多く、日照時間が11月から2月にかけて少ない。最大風速の極値は17.0m/s（風向：西南西、1979年4月19日）、最大瞬間風速の極値は30.7m/s（風向：南南西、2015年10月2日、2008年10月統計開始）。
| 浜頓別（1991年 - 2020年）の気候                               | 浜頓別（1991年 - 2020年）の気候 | 浜頓別（1991年 - 2020年）の気候 | 浜頓別（1991年 - 2020年）の気候 | 浜頓別（1991年 - 2020年）の気候 | 浜頓別（1991年 - 2020年）の気候 | 浜頓別（1991年 - 2020年）の気候 | 浜頓別（1991年 - 2020年）の気候 | 浜頓別（1991年 - 2020年）の気候 | 浜頓別（1991年 - 2020年）の気候 | 浜頓別（1991年 - 2020年）の気候 | 浜頓別（1991年 - 2020年）の気候 | 浜頓別（1991年 - 2020年）の気候 | 浜頓別（1991年 - 2020年）の気候 |
| 月                                                            | 1月                             | 2月                             | 3月                             | 4月                             | 5月                             | 6月                             | 7月                             | 8月                             | 9月                             | 10月                            | 11月                            | 12月                            | 年                              |
| ------------------------------------------------------------- | ------------------------------- | ------------------------------- | ------------------------------- | ------------------------------- | ------------------------------- | ------------------------------- | ------------------------------- | ------------------------------- | ------------------------------- | ------------------------------- | ------------------------------- | ------------------------------- | ------------------------------- |
| 最高気温記録 °C （°F）                                        | 8.2 (46.8)                      | 11.9 (53.4)                     | 16.1 (61)                       | 23.6 (74.5)                     | 29.7 (85.5)                     | 30.6 (87.1)                     | 33.6 (92.5)                     | 33.4 (92.1)                     | 30.9 (87.6)                     | 24.7 (76.5)                     | 19.0 (66.2)                     | 11.8 (53.2)                     | 33.6 (92.5)                     |
| 平均最高気温 °C （°F）                                        | −3.3 (26.1)                     | −2.6 (27.3)                     | 1.4 (34.5)                      | 8.0 (46.4)                      | 13.7 (56.7)                     | 16.9 (62.4)                     | 20.7 (69.3)                     | 22.8 (73)                       | 20.3 (68.5)                     | 14.1 (57.4)                     | 5.6 (42.1)                      | −1.0 (30.2)                     | 9.8 (49.6)                      |
| 日平均気温 °C （°F）                                          | −6.3 (20.7)                     | −6.3 (20.7)                     | −2.0 (28.4)                     | 4.0 (39.2)                      | 9.2 (48.6)                      | 12.8 (55)                       | 16.9 (62.4)                     | 19.0 (66.2)                     | 15.8 (60.4)                     | 9.6 (49.3)                      | 2.4 (36.3)                      | −3.8 (25.2)                     | 6.0 (42.8)                      |
| 平均最低気温 °C （°F）                                        | −10.3 (13.5)                    | −11.1 (12)                      | −6.1 (21)                       | 0.1 (32.2)                      | 4.9 (40.8)                      | 9.0 (48.2)                      | 13.7 (56.7)                     | 15.7 (60.3)                     | 11.7 (53.1)                     | 5.3 (41.5)                      | −1.0 (30.2)                     | −7.2 (19)                       | 2.1 (35.8)                      |
| 最低気温記録 °C （°F）                                        | −27.4 (−17.3)                   | −27.4 (−17.3)                   | −24.6 (−12.3)                   | −10.2 (13.6)                    | −4.2 (24.4)                     | −2.0 (28.4)                     | 1.0 (33.8)                      | 4.0 (39.2)                      | 1.9 (35.4)                      | −4.1 (24.6)                     | −16.8 (1.8)                     | −19.5 (−3.1)                    | −27.4 (−17.3)                   |
| 降水量 mm （inch）                                            | 62.1 (2.445)                    | 46.7 (1.839)                    | 50.2 (1.976)                    | 47.6 (1.874)                    | 61.0 (2.402)                    | 65.0 (2.559)                    | 116.9 (4.602)                   | 118.9 (4.681)                   | 121.4 (4.78)                    | 106.4 (4.189)                   | 101.9 (4.012)                   | 83.3 (3.28)                     | 997.0 (39.252)                  |
| 平均降水日数 （≥1.0 mm）                                      | 17.5                            | 15.1                            | 13.5                            | 10.6                            | 10.8                            | 10.2                            | 11.3                            | 11.7                            | 13.1                            | 14.5                            | 17.7                            | 19.2                            | 166.2                           |
| 平均月間日照時間                                              | 59.7                            | 82.3                            | 132.2                           | 166.3                           | 174.0                           | 148.2                           | 132.9                           | 143.1                           | 165.3                           | 135.7                           | 71.9                            | 56.6                            | 1,470.1                         |
| 出典1：理科年表                                               |                                 |                                 |                                 |                                 |                                 |                                 |                                 |                                 |                                 |                                 |                                 |                                 |                                 |
| 出典2：気象庁（平均値：1991年 - 2020年、極値：1977年 - 現在） |                                 |                                 |                                 |                                 |                                 |                                 |                                 |                                 |                                 |                                 |                                 |                                 |                                 |

## 歴史
- 1916年（大正5年）4月 - 枝幸村（現枝幸町）から分村、頓別村となる。
- 1921年（大正10年）4月 - 中頓別村（現中頓別町）を分村。
- 1951年（昭和26年）11月1日 - 町制施行、頓別村は浜頓別町となる[9]。
- 1996年（平成8年） - 浜頓別温泉開湯

## 行政

### 行政機関
- 北海道立総合研究機構農業研究本部上川農業試験場天北支場
- 北海道開発局稚内開発建設部浜頓別道路事務所

## 財政

### 平成29年度決算による財政状況
- 住基人口 3,727人(平成30年初時点）
- 標準財政規模 29億5,990万7千円
- 財政力指数 0.18 （類似団体平均0.24）- 類似団体を下回っている
- 経常収支比率 81.9% (類似団体平均83.4%）- 類似団体平均とほぼ同じ状況となっている。
- 実質収支比率 8.7%(類似団体平均9.8%[平成28年度][11]）
- 実質単年度収支 -1,604万4千円 - 標準財政規模の-0.54%の赤字額
- 地方債現在高 49億2,234万1千円	（人口1人当たり132万725円）
- 普通会計歳入合計 49億6,428万4千円							
  - 地方税 4億74,01万6千円（構成比 9.5%）
  - 地方交付税 24億4,259万7千円（構成比 49.2%）- 歳入の50%近くを交付税に依存
  - 地方債 4億86,50万円（構成比 9.8%）
- 普通会計歳出合計 46億7,662万2千円 							
  - 人件費 7億66万4千円（構成比 15.0%）						
    - うち職員給 4億6,020万1千円（構成比 9.8%）

  - 扶助費 1億8,663万1千円（構成比 4.0%）
  - 公債費 5億6,919万9千円 （構成比 12.2%）

基金の状況
- 1財政調整基金 12億4,849万5千円
- 2減債基金 3億1,104万5千円
- 3その他特定目的基金 12億5,636万円					
合計 28億1,590万円（人口1人当たり75万5,541円）

定員管理の適正度（平成29年度）
- 人口1,000人当たり職員数 24.15人（類似団体平均18.74人）- 平均以上の職員数の定員である。：類似団体平均を約1.29倍上回っている。
- 一般職員90人 （うち技能系労務職0人）、教育公務員4人、消防職員0人、臨時職員3人 一般職員等合計 83人
- ラスパイレス指数 96.6 （類似団体平均94.6）- 類似団体平均及び全国町村平均を上回っています。
- 参考 
  - 一般職員等（83人）一人当たり平均給料月額 27万5,600円（職員手当を含まない）
  - 職員給（給料＋手当）÷一般職員等（83人）=554万5千円 - 給料月額の20.1か月分

### 健全化判断比率・資金不足比率（平成29年度決算 - 確報値）
健全化判断比率
- 実質赤字比率 －%（黒字のため比率が算定されず）
- 連結実質赤字比率 －%（黒字のため比率が算定されず）
- 実質公債費比率 10.1%
- 将来負担比率 3.2%

資金不足比率
- （全公営企業会計で資金不足額がなく、比率が算定されず）

※ 平成21年度に実質公債費比率が24.5％となり、財政健全化団体となった。

## 経済

### 産業
酪農と漁業が盛ん。

### 金融機関
- 北洋銀行浜頓別支店
- 稚内信用金庫浜頓別支店

### 立地企業
- よつ葉乳業株式会社 宗谷工場
- 宗谷新聞社浜頓別支局

### 農協・漁協
- 東宗谷農業協同組合（JAひがし宗谷）
- 頓別漁業協同組合
- 北海道農業共済組合（NOSAI北海道）
  - 宗谷中部家畜診療所

### 商業
- JAひがし宗谷 - Aコープはまとんべつラ・ラック
- スーパーなかむら
- DCMニコット - 浜頓別店
- サッポロドラッグストアー - サツドラ浜頓別店
- セイコーマート - 浜頓別店、浜頓別緑ヶ丘店

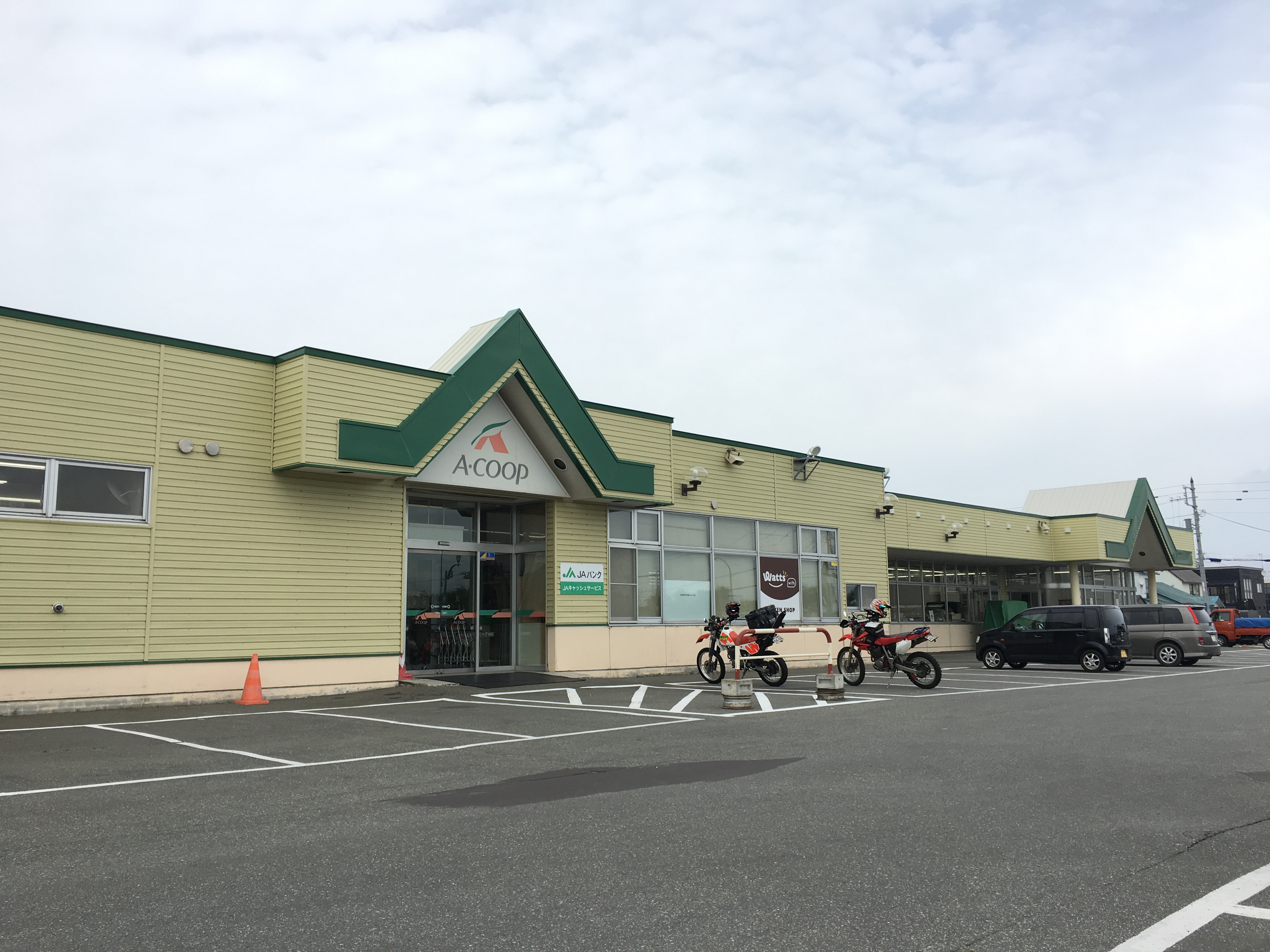
Aコープはまとんべつラ・ラック
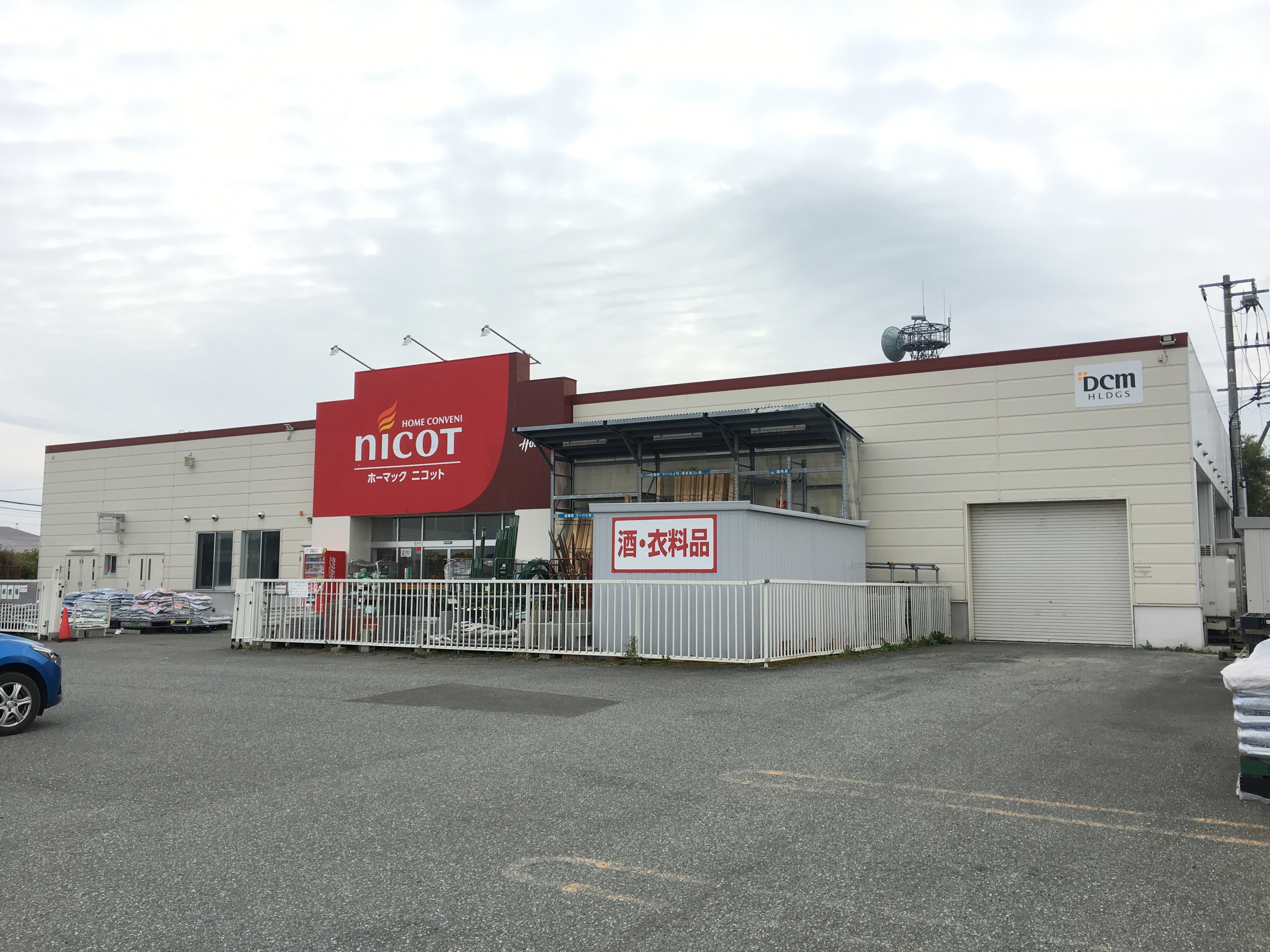
DCMニコット浜頓別店
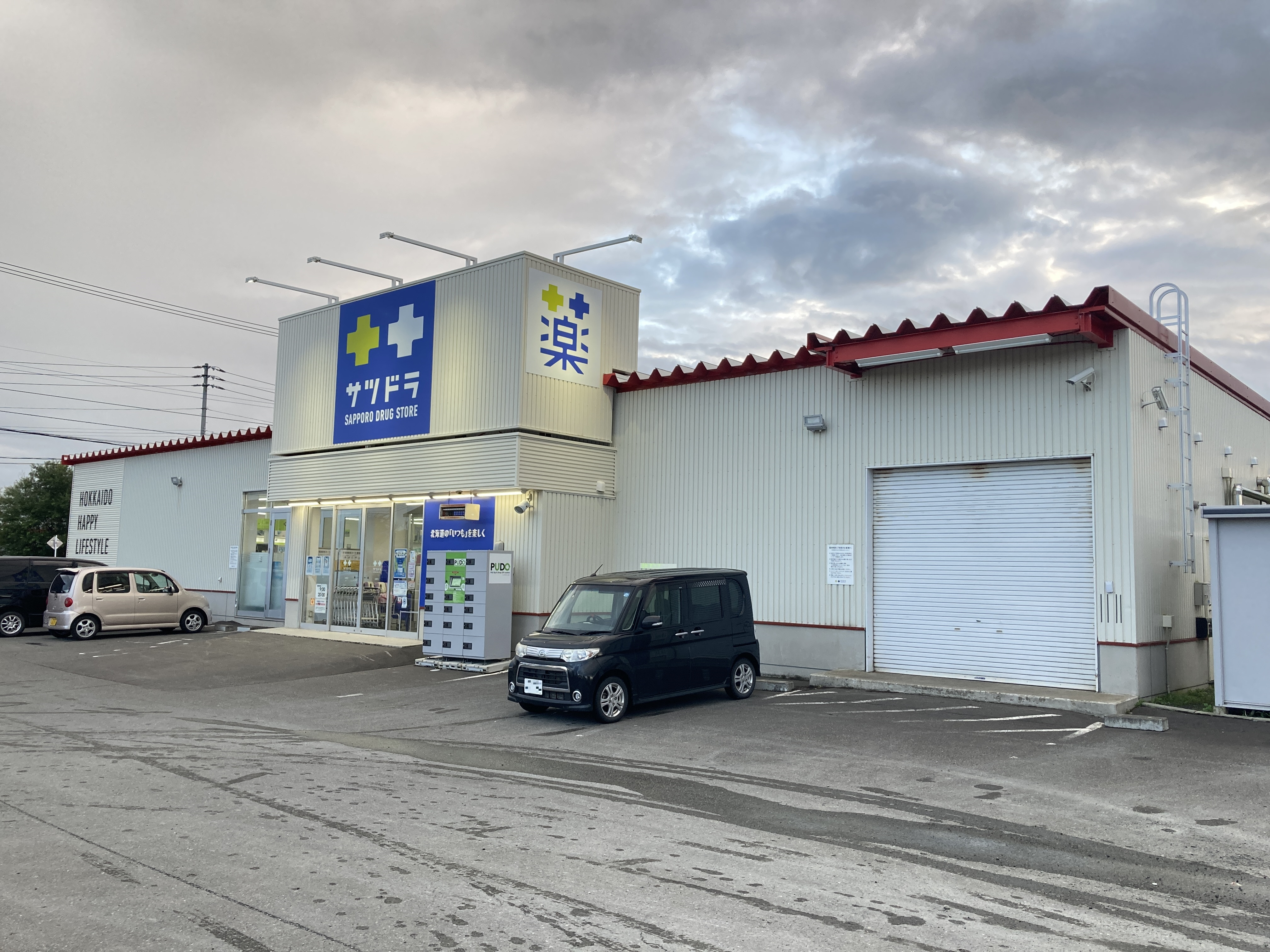
サツドラ浜頓別店

### 郵便局
- 浜頓別郵便局（集配局）
- 頓別郵便局
- 下頓別郵便局

### 宅配便
- ヤマト運輸：道北主管支店北海道浜頓別センター
- 佐川急便：浜頓別営業所

## 公共機関

### 警察
- 枝幸警察署浜頓別駐在所

## 地域

### 人口
| |                                          |  |
| 浜頓別町と全国の年齢別人口分布（2005年） | 浜頓別町の年齢・男女別人口分布（2005年） |  |
| ■紫色 ― 浜頓別町 ■緑色 ― 日本全国 | ■青色 ― 男性 ■赤色 ― 女性                |  |
| 浜頓別町（に相当する地域）の人口の推移 \| 1970年（昭和45年） \| 7,130人 \| \| \| 1975年（昭和50年） \| 6,800人 \| \| \| 1980年（昭和55年） \| 6,503人 \| \| \| 1985年（昭和60年） \| 6,117人 \| \| \| 1990年（平成2年） \| 5,573人 \| \| \| 1995年（平成7年） \| 5,224人 \| \| \| 2000年（平成12年） \| 4,957人 \| \| \| 2005年（平成17年） \| 4,582人 \| \| \| 2010年（平成22年） \| 4,172人 \| \| \| 2015年（平成27年） \| 3,881人 \| \| \| 2020年（令和2年） \| 3,448人 \| \| |                                          |  |
| 総務省統計局 国勢調査より |                                          |  |
| 1970年（昭和45年） | 7,130人                                  |  |
| 1975年（昭和50年） | 6,800人                                  |  |
| 1980年（昭和55年） | 6,503人                                  |  |
| 1985年（昭和60年） | 6,117人                                  |  |
| 1990年（平成2年） | 5,573人                                  |  |
| 1995年（平成7年） | 5,224人                                  |  |
| 2000年（平成12年） | 4,957人                                  |  |
| 2005年（平成17年） | 4,582人                                  |  |
| 2010年（平成22年） | 4,172人                                  |  |
| 2015年（平成27年） | 3,881人                                  |  |
| 2020年（令和2年） | 3,448人                                  |  |

### 教育
- 高等学校
  - 道立高等学校
    - 浜頓別高等学校
- 中学校
  - 浜頓別町立浜頓別中学校
- 小学校
  - 浜頓別町立浜頓別小学校
- かつて存在した学校
  - 中学校
    - 浜頓別町立下頓別中学校（2011年浜頓別町立浜頓別中学校へ統合）

  - 小学校
    - 浜頓別町立下頓別小学校上茂宇津内分校（1961年廃校）
    - 浜頓別町立山軽小学校（1966年廃校）
    - 浜頓別町立仁達内小学校（1971年廃校）
    - 浜頓別町立清和小学校（清和小から改称、1972年廃校）
    - 浜頓別町立宇津内小学校（1973年廃校）
    - 浜頓別町立開明小学校（1980年廃校）
    - 浜頓別町立富丘小学校（1980年廃校）
    - 浜頓別町立豊寒別小学校（2010年浜頓別町立浜頓別小学校へ統合）
    - 浜頓別町立斜内小学校（同上）
    - 浜頓別町立宇曽丹小学校（2011年浜頓別町立浜頓別小学校へ統合）
    - 浜頓別町立下頓別小学校（2014年浜頓別町立浜頓別小学校へ統合）
    - 浜頓別町立頓別小学校（2020年浜頓別町立浜頓別小学校へ統合）

## 交通

### 空港
- 稚内空港 （稚内市）

### 鉄道
町内を鉄道路線は通っていない。鉄道を利用する場合の最寄り駅は、JR北海道宗谷本線の南稚内駅あるいは音威子府駅。

#### 廃止された鉄道路線
- 天北線と興浜北線が通っていたが、現在は廃止されている。

### バス
- 宗谷バス - 天北線廃止代替バス（稚内方面）、興浜北線廃止代替バス（枝幸方面）、特急天北号（旭川方面）[13]

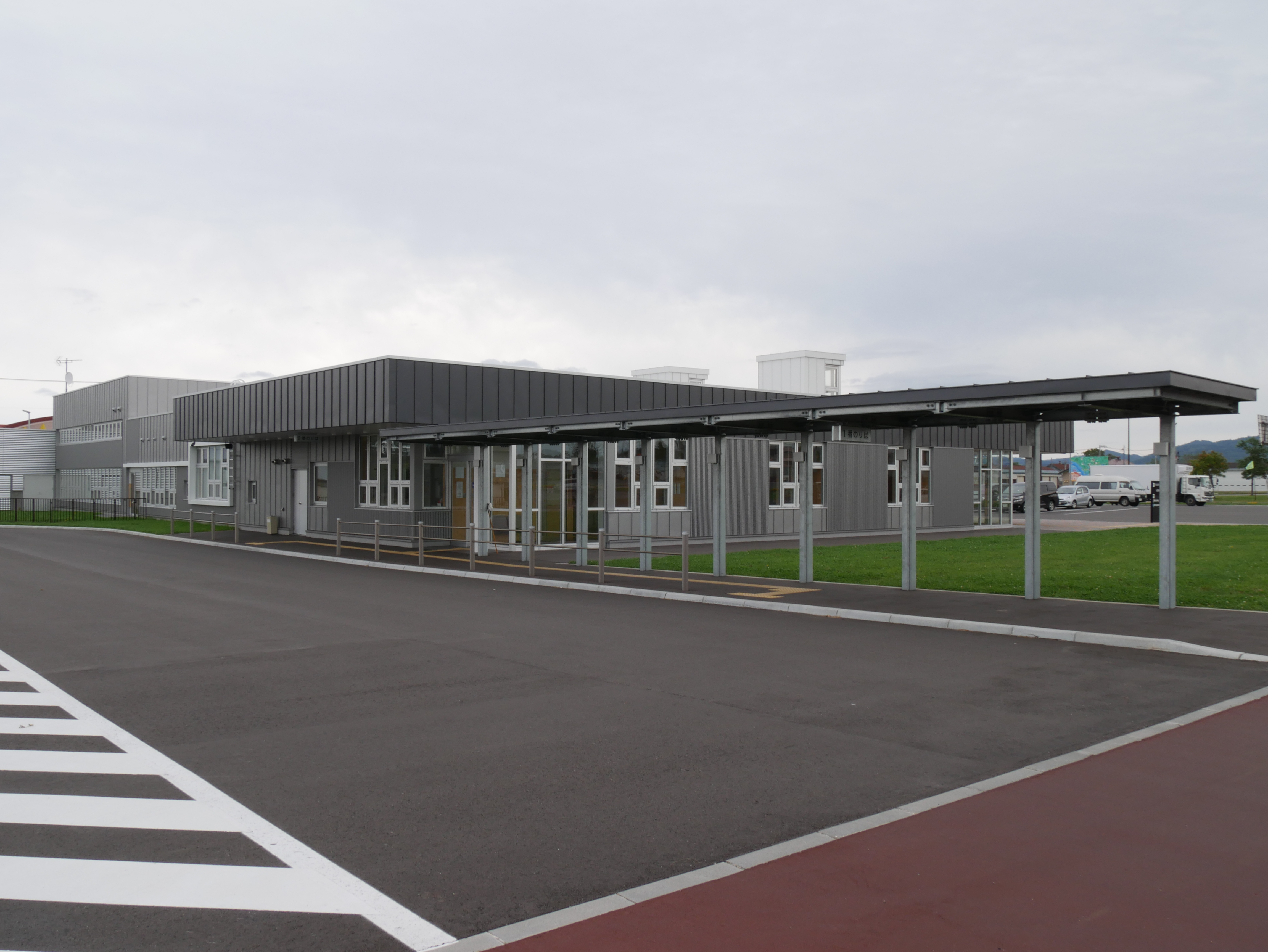
浜頓別バスターミナル
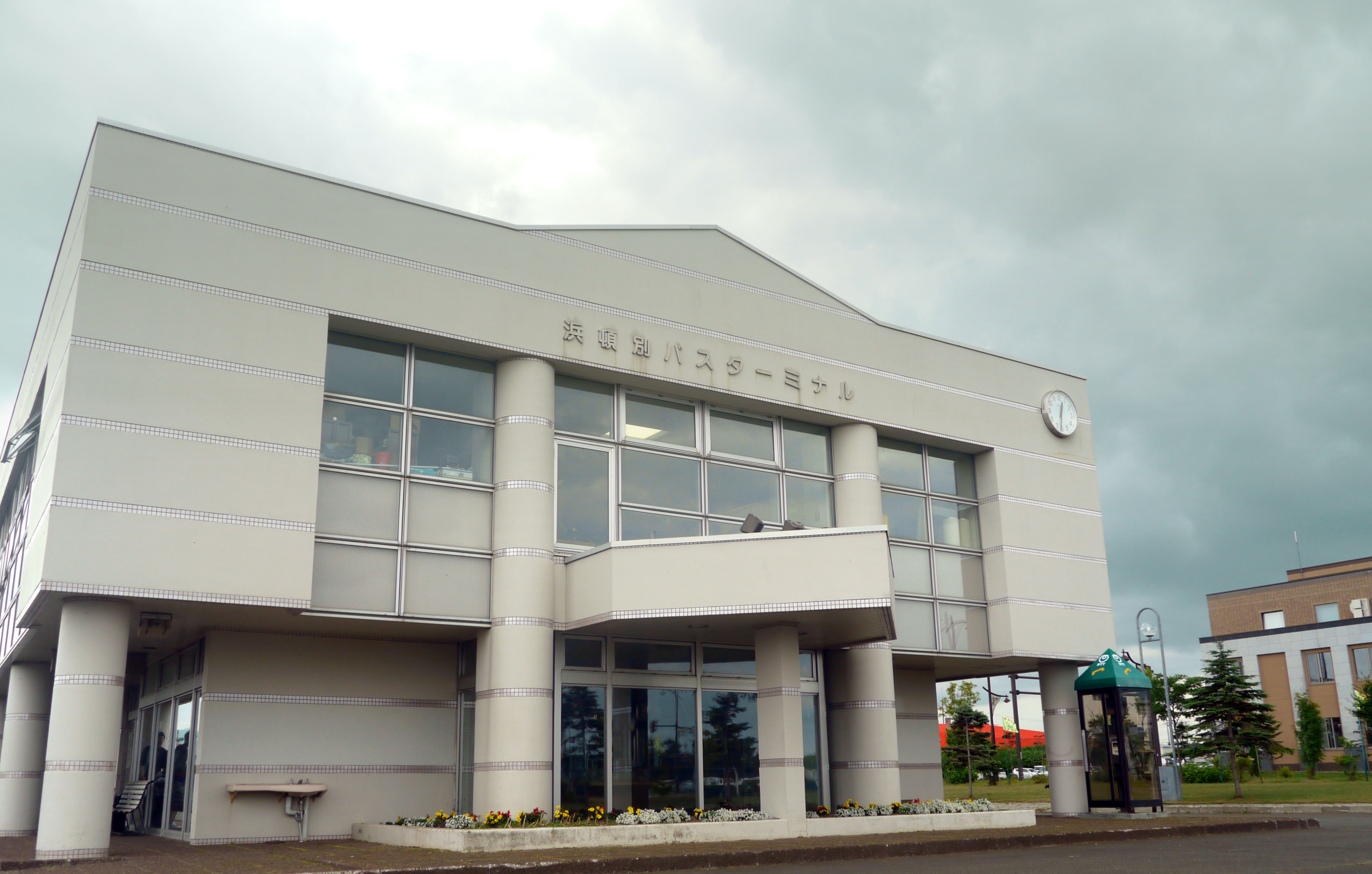
旧浜頓別バスターミナル（～2019年3月31日）

### 道路

#### 高速道路・バイパス
- なし

#### 一般国道
- 国道238号
- 国道275号

#### 主要地方道
- 北海道道84号豊富浜頓別線

#### 一般道道
- 北海道道586号豊牛下頓別停車場線
- 北海道道710号浅茅野台地浜頓別線
- 北海道道1074号頓別港線

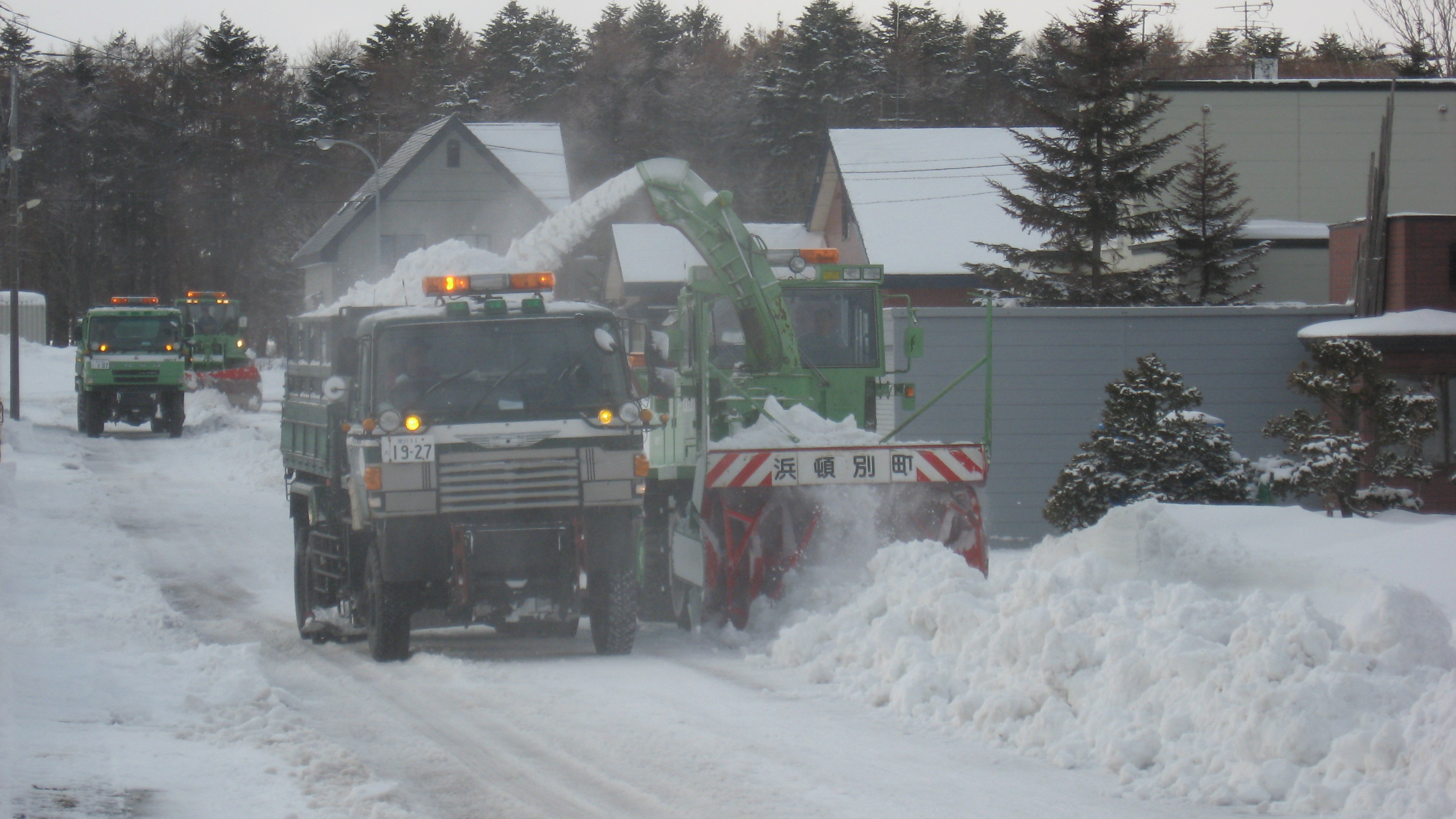
道路の除雪作業
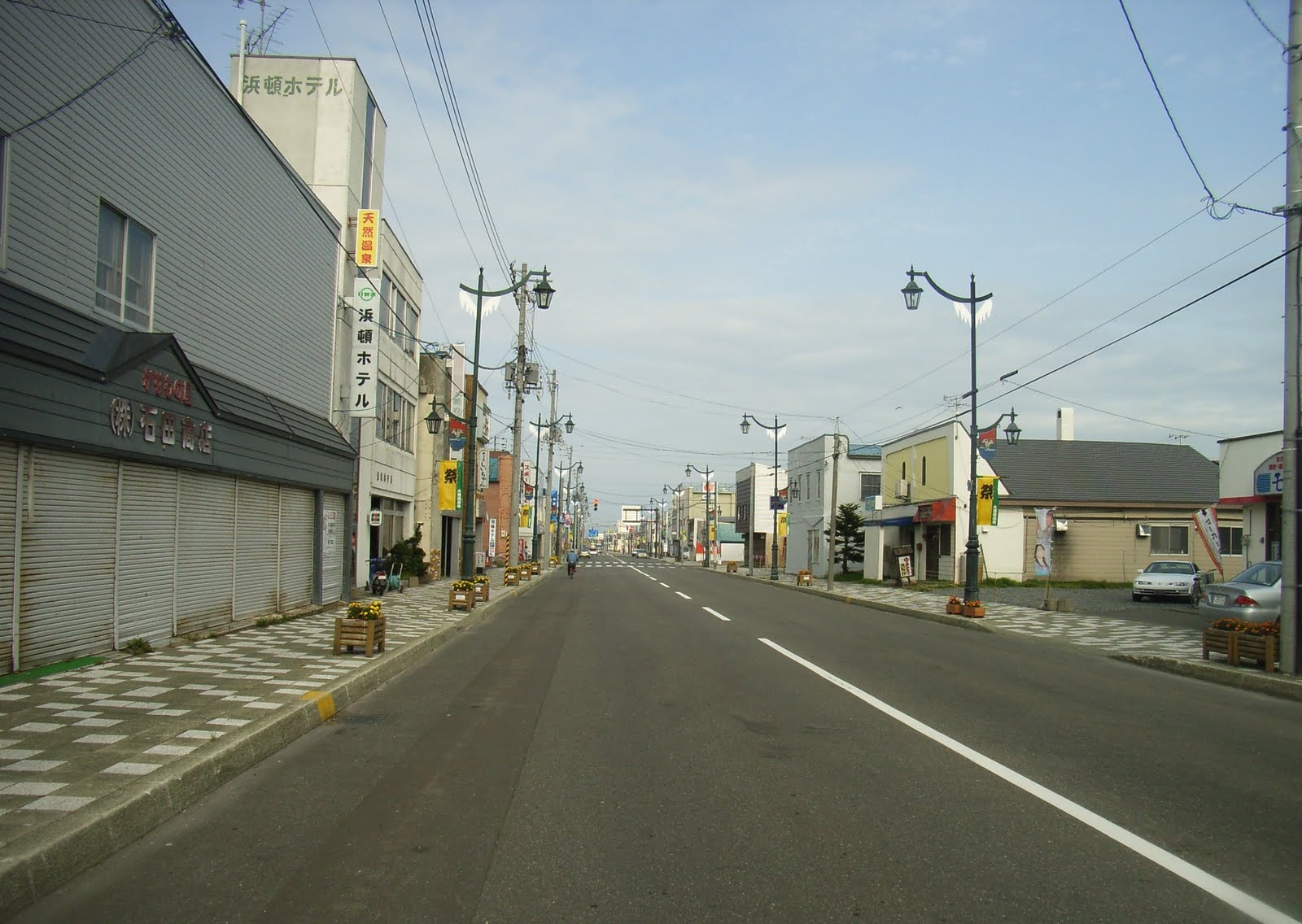
町の中心部を通る国道275号

#### 道の駅
- 北オホーツクはまとんべつ

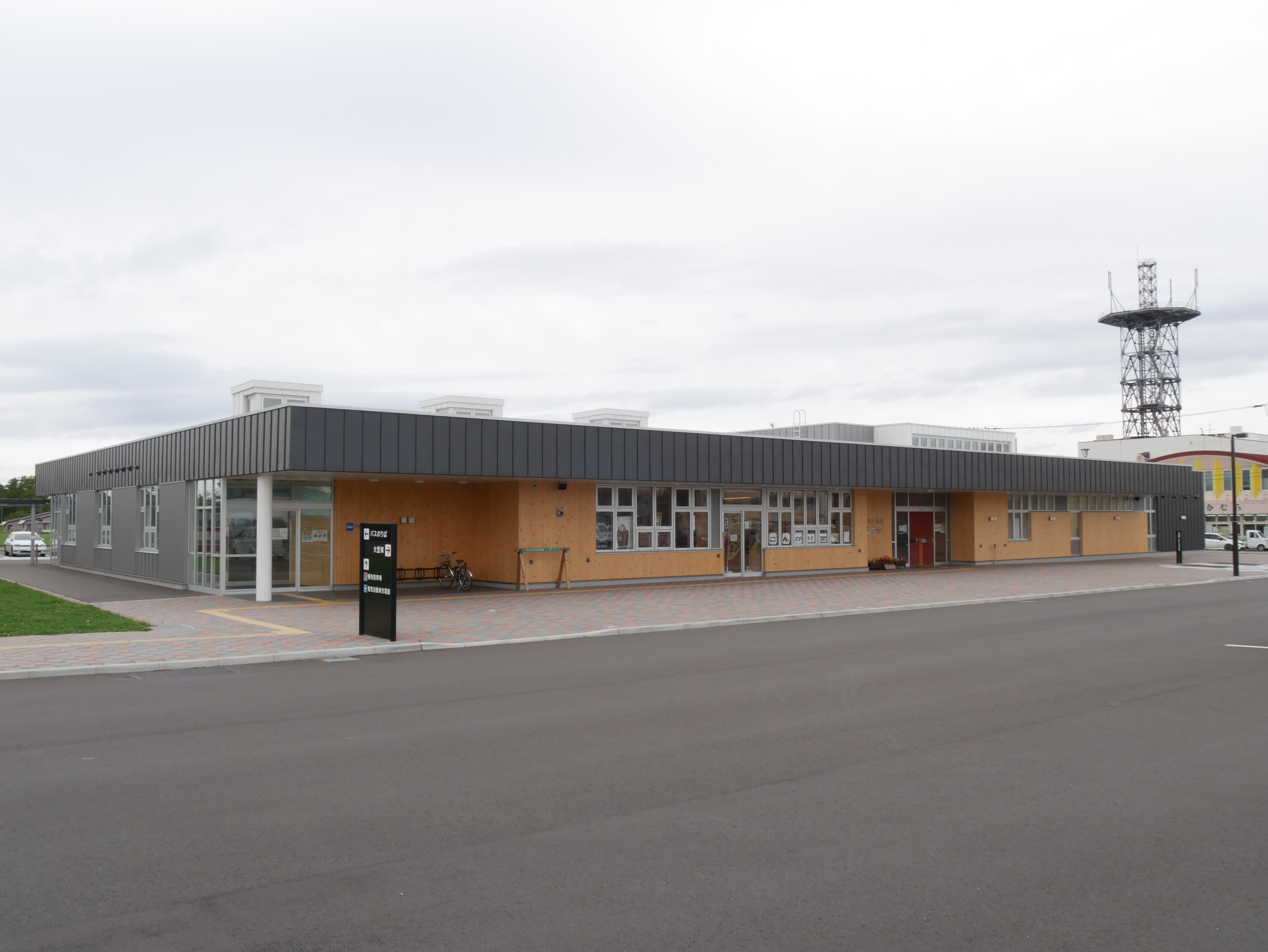
道の駅北オホーツクはまとんべつ

## 名所・旧跡・観光スポット・祭事・催事

### 文化財
- ピㇼカノカ
  - 神威岬（カムイエトゥ） - 国の名勝
- 浜頓別クッチャロ湖畔竪穴群 - 道指定史跡
- 山軽台地遺跡出土の遺物「細石刃核と細石刃」 - 町の文化財
- ポン仁達内遺跡の石刃核 - 町の文化財
- ウソタンナイ砂金遺跡 - 町の文化財
- コモチカナヘビ - 町の文化財、ベニヤ原生花園およびクッチャロ湖一帯

### 観光
- ウソタンナイ砂金採掘公園（2002年世界砂金掘り選手権大会開催地）
- クッチャロ湖 - ハクチョウが飛来する日本最北の湖
- ベニヤ原生花園
- 神威岬
- クローバーの丘 - クッチャロ湖の西に位置し,元々は農地の真ん中。現在は,駐車場も完備され,誰でも鳴らせる鐘がある。
- 浜頓別温泉

## 出身有名人
- 石田孝（元町長）
- 大谷喜一（アインホールディングス社長）
- 深見千三郎（舞台芸人）※ビートたけしの師匠。
- 美ち奴（芸者歌手）※深見の実姉
- 唯我（プロレスラー）
- 畑中正人（作曲家）
- 永本冬森（美術家）
- 加藤煕章（シンガーソングライター）

## ゆかりの有名人
- 和田哲（街歩き研究家。父親が浜頓別町出身で、祖父が大正期に高知県から移住）